# Fernando Spencer
Fernando José Spencer Hartmann (Recife, 17 de janeiro de 1927  — 17 de março de 2014) foi um cineasta e jornalista brasileiro.

## Biografia
Foi cronista de cinema do Diário de Pernambuco por 40 anos e, entre outras atividades, presidiu a Associação Brasileira de Documentaristas, além de ocupar o cargo de diretor da Divisão de Teatro e Cinema da Secretaria de Educação e Cultura da Prefeitura do Recife, na década de 1970. Em 1980, assumiu a coordenação da cinemateca da Fundação Joaquim Nabuco onde trabalhou até o ano 2000, quando se aposentou.
O interesse pelo cinema começou ainda criança, quando seu pai o levava para assistir O Gordo e o Magro e Carlitos. Na adolescência, passou a freqüentar o cinema Ellite, no bairro de Casa Forte, onde fez amizade com o zelador e conseguia ver os filmes de graça, mas, em troca, ele tinha que limpar o cinema após as sessões. Conhecido como o “cineasta das três bitolas” (16mm, 35mm e super 8), foi com os filmes em super 8 que ganhou destaque, presenteando Pernambuco com um acervo de imagens, muitas delas certamente únicas, sobre o cotidiano, o imaginário, a memória e a cultura do Estado. Foi Spencer, por exemplo, que revisitou o Ciclo do Recife em cinco filmes, entre eles Memorando Ciclo do Recife (1982).
Spencer também se interessou pela cultura popular, filmando Toré, a Nossa Senhora das Montanhas (1976). Esta produção mostra a dança dos índios xucurus na vila de Cimbres, no município de Pesqueira, local do senado da Câmara, fundado em 1762. Também se dedicou à adaptação de obras literárias para o cinema. Reconhecido não somente como roteirista e diretor, mas, especialmente, como pesquisador do cinema pernambucano, Fernando Spencer foi agraciado com o título de Patrimônio Vivo de Pernambuco em 2007.

## Filmografia
- Caboclinhos do Recife (Super-8, 10m), melhor filme do I Festival Brasileiro de Cinema Super 8, Curitiba, PR, 1974.
- Valente é o galo (Super-8, 10 m),, melhor filme da III Jornada Brasileira de Curta Metragem da Bahia, 1974;
- Bajado – um artista de Olinda (Super-8, col., 10 m), 1975;
- O teu cabelo não nega (Super-8, col., 10 m), 1975;
- Domingo de fé (Super-8, col., 10 m., 1976),
- Quem matou Marilyn, melhor montagem do IV Festival de Cinema Nacional de Sergipe, 1976;
- Toré a Nossa Senhora das Montanhas (Super-8, col., 10 m), melhor fotografia do IV Festival de Cinema Nacional de Sergipe, 1976;
- Farinhada (Super-8, col., 10 m), 1977;
- A eleição do Diabo e a posse de Lampião no Inferno (Super-8, col., 10 m), 1977;
- Frei Damião: um santo no Nordeste? (Super-8, col., 10 m), 1977;
- Adão foi feito de barro (16 mm., col., 13 m), 1978. Ampliado para 35 mmpor haver sido selecionado pelo Conselho Nacional de Cinema – CONCINE,
- RH positivo, melhor direção do Festival de Cinema do departamento Cultural do Centro Médico Cearense;
- As corocas se divertem, melhor filme de comunicação e 2º melhor filme do VI Festival Nacional de Cinema de Sergipe, 1978;
- Noza - santeiro do Carirí (16 mm., col., 10 m.), selecionado pelo CONCINE, Prêmio: Argumento, FUNARTE, 1979;
- Cinema Glória, 3º lugar no VII Festival Nacional de Sergipe, 1979 (em parceria com Feliz Filho);
- Eróticos Corbinianos, melhor filme na V Jornada de Cinema do Maranhão, 1981;
- Santa do Maracatu (16 mm., col., 10 m), melhor filme e melhor montagem do IX Festival de Cinema Nacional de Sergipe, 1981;
- Memorando Ciclo do Recife, melhor filme do concurso da TV Tropical, Recife, 1982;
- Estrelas de celulóide, prêmio especial do Júri (Candango de Ouro) no XX Festival Brasileiro de Cinema de Brasília, 1987;
- O último bolero no Recife, prêmio da Fundação de Cultura do Recife no I Concurso de Roteiro de Cinemas e Vídeo, 1987;
- Trajetória do frevo (35 mm., col., 9 m), prêmio da Fundação de Cultura do Recife no I Concurso de Roteiro de Cinema e Vídeo, 1987;
- Evocações Nelson Ferreira, melhor filme na Jornada Latino-Americana de Cinema e Vídeo, Maranhão, 1987. Melhor filme do III Festival de

Cinema dos Países de Língua Portuguesa, Aveiro, Portugal, 1988 (em parceria com Flávio Rodrigues);
- A arte de ser profano (vídeo, 14 m), sobre os pastoris profanos de Pernambuco, 1999.
- Almery, a estrela (vídeo digital), com o apoio da Diretoria de Cultura, da Fundação Joaquim Nabuco, lançado no Recife, em abril de

2007.